# Toonavora
Toonavora là một chi bướm đêm thuộc họ Tortricidae.

## Các loài
- Toonavora aellaea (Turner, 1916)
- Toonavora spermatophaga (Diakonoff & Bradley, 1976)